# Alchemilla undulata
Alchemilla undulata es una especie de planta del género Alchemilla, perteneciente a la familia Rosaceae.

## Taxonomía
Alchemilla undulata fue descrita por Robert Buser en 1893.

## Distribución
Se encuentra en el territorio de Europa central.